# 朗尼·羅斯
朗尼·羅斯（英語：Lonny Ross，1978年—）是美國的一位演員和作家，他出生在紐約。羅斯最著名的作品是NBC情景喜劇超級製作人。他也出演過倒數第二個男朋友等多部電影。